# Carol Rovira
Carol Rovira, all'anagrafe Carol Rovira Melich (Camarles, 12 ottobre 1989), è un'attrice e cantante spagnola, nota per aver interpretato il ruolo di Amelia Ledesma nella serie Per sempre.

## Biografia
Carol Rovira è nata il 12 ottobre 1989 in Camarles, in Spagna.

## Carriera

### Formazione
Nel 1997 ha iniziato a studiare teoria musicale e clarinetto presso il Conservatorio di Musica di Tortosa, dove è rimasto fino al 2006. Successivamente, nel 2007, ha iniziato la sua laurea in Didattica musicale presso l'Università di Barcellona. Parallelamente agli studi universitari, si interessa al teatro e inizia la sua formazione con Pau Bou al Teatre Kaddish (Prat de Llobregat) e alla scuola di teatro musicale Youkali (Gracia, Barcellona). Nel corso di diversi anni ha continuato ad allenarsi in tutto il mondo attraverso diversi corsi di recitazione, oltre a lezioni di canto e danza. I suoi ultimi studi in Arte drammatica si sono svolti presso l'Istituto teatrale, dove si è formata dal 2011 al 2016.

### Teatro
Dopo aver terminato tutti i suoi studi, Carol ha continuato ad essere strettamente legata al teatro e alla musica. Tra il 2013 e il 2014 ha fatto parte della versione catalana del musical inglese Goodbye Barcelona, il suo primo lavoro professionale, diretto da Fran Arráez.
All'inizio la potevamo vedere nei teatri più alternativi e indipendenti di Barcellona con opere creative come Strange Fruit, un monologo diretto da Begoña Moral e che catturava la vita di Billie Holiday (interpretata da Carol) attraverso un linguaggio fisico e musicale. Lo ha ripetuto altre due volte con lo stesso regista, seguendo questa linea più sperimentale con opere creative come La fiesta del hombre e No hi ha bosc a Sarajevo.
Tra il 2014 e il 2015 ha partecipato come attrice, cantautrice e clarinettista alla commedia Com Us Plagui (As You Like It), adattamento in catalano di una delle commedie di William Shakespeare, diretto da Dugald Bruce-Lockhart (della compagnia Propeller) e interpretato al Teatre Akademia (Barcellona).
Successivamente crea la compagnia Les Coralines, con la quale debutta con lo spettacolo Dins la cova, opera comica e musicale scritta e diretta da Pau Escribano, con la quale fanno anche una stagione al teatro El Maldà e girano diverse città catalane.
Dal 2015 al 2016 ha rappresentato lo spettacolo Viajando con Marsillach, di Varela Producciones e la Blanca Marsillach Theatre Company, in diverse città spagnole, insieme agli attori Luis Mottola, Xabi Olza e Adela Estévez. Era un'opera composta dalle scene più divertenti di alcune opere di Adolfo Marsillach ambientate nella Spagna del dopoguerra.
Ha anche partecipato ad altri progetti come il videoclip per la canzone Found Your Love di Oliver Nelson e nel cortometraggio Sirenas di David Méndez.

### Televisione
La sua carriera di attrice sul piccolo schermo inizia nel 2016, con la serie di TV3 La Riera, dove interpreta il ruolo di Susi Quiroga nell'ottava e ultima stagione della fiction catalana, sorella dell'attore Roger Casamajor.
Nel 2018 ha fatto parte del cast principale della serie Antena 3 Presunto culpable, dove ha recitato con Susi Sánchez, Elvira Minguez, Miguel Ángel Muñoz e Alejandra Onieva.
Alla fine dell'anno, si è unita a un'altra fiction della casa: la serie Per sempre. Dalla sua settima stagione Amelia Ledesma dà vita a una showgirl che fugge il rifiuto del padre di provare a prendere piede sui palcoscenici di Madrid. È in questo progetto che Carol inizia a farsi conoscere grazie alla storia d'amore con Luisita Gómez (Paula Usero). Entrambe dovranno combattere per il loro amore nella Spagna del 1976, dove l'omosessualità era ancora considerata un crimine.
Come risultato dell'interpretazione dei rispettivi personaggi, la loro relazione, battezzata dai fan con lo pseudonimo di Luimelia, è diventata un fenomeno nei social network ed entrambe le attrici sono considerate un punto di riferimento per la comunità LGBT, sia in Spagna che in molti altri paesi del mondo, riuscendo a farsi portavoce di tante persone che ancora non osano esprimere liberamente le proprie preferenze sessuali.
Grazie al sostegno del pubblico, il 31 marzo 2019, insieme a Paula Usero, ha ricevuto il premio Andalesgai 2019 per la visibilità, durante la quindicesima edizione del festival andaluso tenutosi a Siviglia il 13 dicembre.
Nel 2019 in Argentina ha girato il suo primo film: El Camino Real: La rosa del desierto, della regista Carina Bogetti. Il film racconta le avventure di un insegnante di storia (Damián de Santo) e due suoi studenti (Carol e Thiago Batistuta), che saranno immersi nella ricerca di un tesoro gesuita.
Nel 2019 i personaggi Luisita Gómez (Paula Usero) e Amelia Ledesma della serie Per sempre ottengono una propria serie: Luimelia, uno spin-off di sei episodi di dieci minuti ciascuno.

## Filmografia

### Cinema
- Elías, regia di Clément Badin (2013)
- El Camino Real: La rosa del desierto, regia di Carina Bogetti (2020)

### Televisione
- La Riera – serie TV, 17 episodi (2016-2017)
- Presunto culpable – serie TV, 13 episodi (2018)
- Per sempre (Amar es para siempre) – serie TV, 83 episodi (2018-2020)
- #Luimelia – serie TV, 26 episodi (dal 2020)
- #Luimelia 77 – serie TV, 4 episodi (2020)
- Señor, dame paciencia – serie TV, 8 episodi (2022)
- Madres. Amor y vida – serie TV (2022)

### Cortometraggi
- Sirenas (2018)

### Videoclip
- Found your love (2015), videoclip di Oliver Nelson

## Web TV
- El Ramon de les Olives – web-serie (2017)

## Canzoni
- Niin minä neitonen sinulle laulan (2015), canzone finlandese interpretata da Carol durante la sua partecipazione al Barcelona Ethnic Band

## Teatro
- 2009: Odio Hamlet, diretto da Jaume Mallofré presso Teatreneu
- 2012: Train to Hollywood, diretto da Agustí Estadella, presso Sant Andreu Teatre (SAT).
- 2013: El Fantasma de l'Òpera, diretto da Marc Chornet, presso La Lira Ampostina.
- 2013: Strange Fruit, diretto da Begoña Moral, presso Atic 22 (Teatre Tantarantana).
- 2013-2014: Goodbye Barcelona, diretto da Fran Arráez, presso il Teatro del Raval
- 2014: La Fiesta del Hombre, diretto da Begoña Moral, presso Teatre Estudi
- 2014: Inscripcions obscenes, diretto da Albert Roig, presso Palau Oliver de Boteller (Tortosa)
- 2014: María Estuard, diretto da Frederic Roda, presso Factoria IT
- 2014: La llavor del blat, diretto da Enric Arquimbau, presso Teatre de Balaguer
- 2014: Fantasia by Escribà, diretto da Joan Font, Els Comediants, presso Marina Bay (Singapore)
- 2015: El principi d'Eliot, diretto da Pere Sais, Els Comediants, presso Factoria IT
- 2015: Com us plagui, diretto da Dugald Bruce-Lockhart, presso Teatre Akadèmia
- 2015: With my holeheartmindbody, diretto da Carlota Subirós, presso Centre de Cultura Contemporània de Barcelona (CCCB)
- 2015-2016: Cançons d'amors i guerres, diretto da Agustí Humet, Els Comediants, presso Gira Catalunya
- 2015-2016: Viajando con Marsillach, diretto da Xavi Olza, Varela Producciones e la Compañía de Blanca Marsillach, presso Gira España
- 2016: La cavalcada sobre el llac de Constança, diretto da Joan Ollé, presso Teatre Estudi e Factoria IT
- 2016: Dins la cova, diretto da Pau Escribano, presso El Maldá
- 2016: Els perseguidors de paraules, diretto da Marc Artigau, presso Teatro Nacional de Cataluña
- 2017: Boscos, diretto da Oriol Broggi, presso La Perla 29 (Biblioteca Nacional de Cataluña)

## Riconoscimenti
- GLAAD Media Awards
  - 2021: Candidatura per la Miglior serie televisiva con sceneggiatura in lingua spagnola con Paula Usero per Luimelia[15]

- Produ Awards
  - 2020: Premio come Miglior serie corta con Paula Usero per Luimelia[16]

- Festival Internacional de Cine de Almería
  - 2021: Candidatura come Miglior attrice in una serie comica per Luimelia[17]

- Festival Internacional de series Nostrum
  - 2020: Premio Conciencia con Paula Usero per la serie Luimelia[18]

- Premio Andalesgai
  - 2019: Premio Andalesgai 2019 per la visibilità con Paula Usero[19] per la serie Luimelia[20][21]